# Kilstjärtad smygsångare
Kilstjärtad smygsångare (Helopsaltes pryeri) är en östasiatisk fågel i familjen gräsfåglar inom ordningen tättingar. Arten har en liten och fragmenterad världspopulation och kategoriseras som nära hotad.

## Utseende
Kilstjärtad smygsångare är en medelstor gräsfågel, som mäter 14 cm. Ovansidan är brunbeige med svarta streck, utom på panna och övergump. På huvudet syns ett otydligt blekt ögonbrynsstreck. Stjärtfjädrarna är beigebruna med svarta spolstreck. Undersidan är blekt beige, mörkare på flankerna och mer färgstarkt på undre stjärttäckarna.

## Utbredning och systematik
Kilstjärtad smygsångare delas in i två underarter, där nominatformen pryeri är känd från sex häckningslokaler på Honshu i Japan. Underarten sinensis häckar på fastlandet i nordöstra Kina (Jiangxi, Jiangsu och förmodligen i Heilongjiang och Liaoning) samt in i Ryssland vid sjön Chanka. 
Vintertid flyttar den huvudsakligen kinesiska populationen till ett område kring Yangtzefloden, medan den japanska populationen håller sig på Honshu, men även Shikoku. Några fynd finns från Mongoliet och Sydkorea och den förekommer nästan med säkerhet i Nordkorea. 2019 påträffades den för första gången i Thailand.

### Släktskap
Kilstjärtad smygsångare placerades fram till relativt nyligen i släktet Megalurus, men både morfologiska studier och DNA-studier visar att den är närmast släkt med de östasiatiska arterna ochotsksmygsångare, koreasmygsångare och starrsångare.
Vidare studier från 2018 har visat att en grupp östasiatiska arter som traditionellt placeras i Locustella, bland annat starrsångare, visserligen är en systergrupp till Locustella, men skildes åt för hela 14 miljoner år sedan. Författarna till studien rekommenderar därför att de placeras i ett eget nyskapat släkte, som de ger namnet Helopsaltes. Numera följer de ledande taxonomiska auktoriteterna rekommendationerna. 

### Familjetillhörighet
Gräsfåglarna behandlades tidigare som en del av den stora familjen sångare (Sylviidae). Genetiska studier har dock visat att sångarna inte är varandras närmaste släktingar. Istället är de en del av en klad som även omfattar timalior, lärkor, bulbyler, stjärtmesar och svalor. Idag delas därför Sylviidae upp i ett flertal familjer, däribland Locustellidae.

## Levnadssätt
Under häckningstiden lever kilstjärtad smygsångare i våtmarker där den föredrar tät och medelhög vass och gräs i grunt vatten, med enstaka högre växter som den kan använda som sångplats. Den verkar vara mycket kräsen i sina krav och tolererar inte växtlighet som vare sig är för hög eller för låg. I Kina verkar den gynnas av den invasiva arten amerikanskt marskgräs så pass att den till och med kan vara en nyckel till dess överlevnad vid åtminstone en lokal i Kina. Vintertid påträffas den i vassbälten.
Fågeln lever nästan uteslutande av små insekter, främst larver från fjärilar och flugor. I Japan inleder den häckningen vid början av regnsäsongen (kring 20 juni) och ungarna är flygga mellan mitten av juli och mitten av augusti.

## Status och hot
Kilstjärtad smygsångare har idag en liten och fragmenterad världspopulation på uppskattningsvis mellan 10 000 och 15 000 vuxna individer. Den tros dessutom minska i antal till följd av habitatförstörelse både på häckplats och i dess övervintringsområden. Fram till och med 2008 behandlade internationella naturvårdsunionen IUCN den som sårbar, men efter nya studier som visade att populationen vid sjön Poyang i Kina kunde bestå av fler än hela 5 000 par nedgraderades den 2009 till kategorin nära hotad.

## Namn
Fågelns vetenskapliga artnamn hedrar Henry James Stovin Pryer (1850–1888), brittisk entomolog, affärsman och samlare av specimen i Japan.